# Greigsville
Greigsville – jednostka osadnicza w Stanach Zjednoczonych, w stanie Nowy Jork, w hrabstwie Livingston.